# کونزاخ
کونزاخ (به لاتین: Kunzakh) یک منطقهٔ مسکونی در روسیه است که در داغستان واقع شده‌است.